# Labena rufa
Labena rufa är en stekelart som först beskrevs av Brulle 1846.  Labena rufa ingår i släktet Labena och familjen brokparasitsteklar. Inga underarter finns listade i Catalogue of Life.